# Herman Willem Daendels

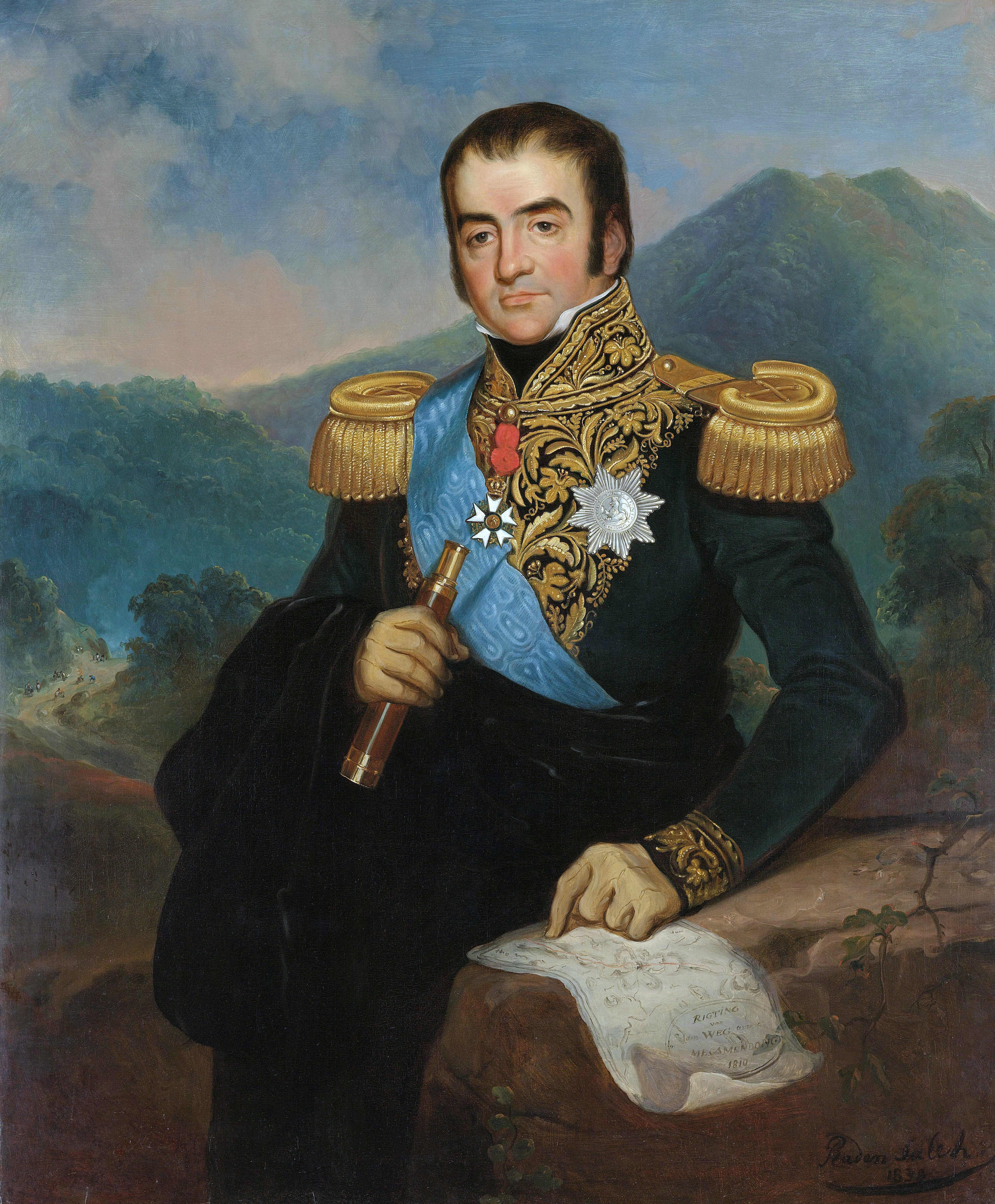
Herman Willem Daendels

Herman Willem Daendels (* 21. Oktober 1762 in Hattem; † 2. Mai 1818 in St. George d’Elmina, Goldküste, heutiges Ghana) war ein niederländischer General.

## Leben
Daendels war das achte Kind der großen Familie Burchard Johan Daendels, des Stadtrats und Sekretärs von Hattem und dessen Frau Josina Christina (geborene Tulleken). Er studierte Rechtswissenschaften an der Universität Harderwijk und wurde am 10. April 1783 zum Doktor beider Rechtswissenschaften promoviert. Er nahm als Anhänger der Patrioten an den 1787 in den Niederlanden ausgebrochenen Unruhen Anteil, musste daher, als die die Patrioten unterlagen, fliehen und unternahm in Dünkirchen erfolgreiche Handelsspekulationen. 1793 war er als Oberstleutnant unter General Charles-François Dumouriez an dessen Zug gegen Holland beteiligt und wurde 1794 zum Brigadegeneral befördert. Er nahm 1795 erneut an einem Feldzug gegen Holland teil, dieses Mal unter Jean-Charles Pichegru, zur die Insel Bommel und gegen das Fort St. Andreas teil. Daendels trat nach der Proklamation der Batavischen Republik als Divisionsgeneral in deren Dienste und übte bei den Regierungs- und Verfassungsveränderungen einen bedeutenden Einfluss aus. Als Gegner der demokratischen Partei, ging er nach Paris und wurde vom französischen Direktorium zurück nach Holland gesandt, um für die Aristokratie eine neue Revolution einzuleiten. Mit General Brune kämpfte er 1799 in Nordholland erfolgreich gegen die Engländer und Russen. Über diese Ereignisse verfasste er anschließend den Rapport des opérations du lieutenant-général Daendels, depuis le 22 août jusqu’à la capitulation de l’armée anglaise et russe, le 18 octobre 1799.
1803 reichte er seine Entlassung ein. Beim Ausbruch des Kriegs von 1806 wurde ihm vom König von Holland das Kommando über eine Division übertragen und er nahm im Oktober Ostfriesland und Westfalen ein, wofür er zum General der Kavallerie und im Februar 1807 zum Marschall von Holland und Generalgouverneur der Kolonie Niederländisch-Indien ernannt wurde, die er von 1808 bis zur englischen Invasion 1811 mit Umsicht und Energie verwaltete. Nach Klagen über sein willkürliches Handeln wurde er zurückgerufen und veröffentlichte vier Bände Aktenstücke über seine Verwaltung. 1812 nahm er unter Napoleon I. am Russlandfeldzug teil und führte im Rahmen des IX. Korps der Grande Armée die 26. Division. 1813 verteidigte er als Gouverneur der Festung Modlin. In seiner Heimat bewarb er sich vergeblich um einen militärischen Posten; erst im Oktober 1815 erhielt er den Auftrag, die Verwaltung der wiedererworbenen Besitzungen an der afrikanischen Goldküste zu ordnen. Er förderte die Anlage neuer Pflanzungen und wandte sich entschieden gegen den Sklavenhandel.

## Familie
Daendels heiratete Aleida Elisabeth Reiniera (geborene van Vlierden; 28. April 1768–28. März 1848), eine Tochter des Marinekapitäns C. van Vlierden und Petronella Greve, mit der er 15 Kinder hatte:
- Constant Jacques Daendels († 19. November 1847)